# 톨너구

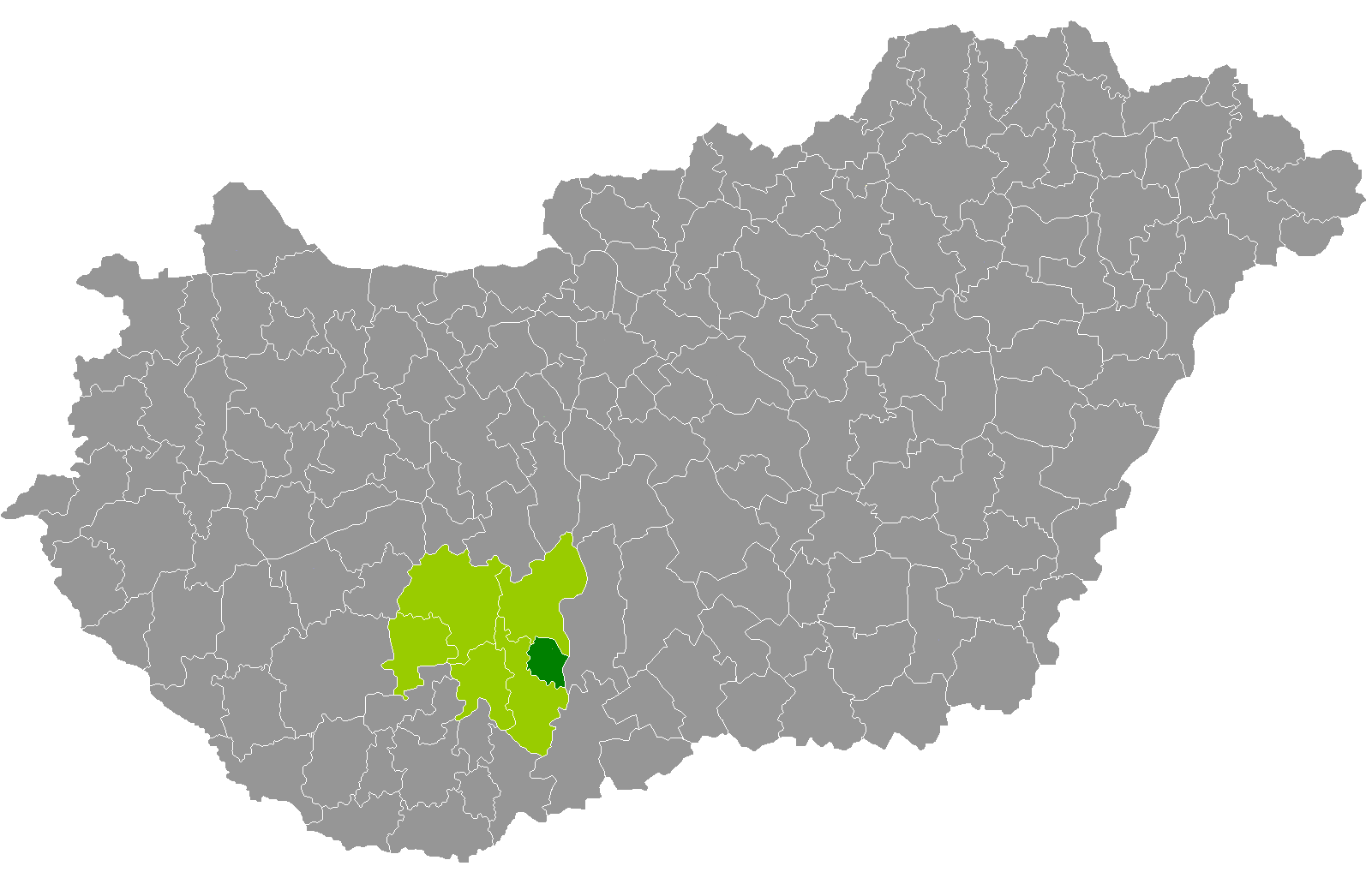
톨너주 지도에 표시된 톨너구의 위치

톨너구(헝가리어: Tolnai járás)는 헝가리 톨너주에 위치한 구로 구청 소재지는 톨너이며 면적은 205.24km2, 인구는 18,203명(2011년 기준), 인구 밀도는 89명/km2이다.
북쪽으로는 퍽시구, 동쪽으로는 바치키슈쿤주 컬로처구, 남쪽과 서쪽으로는 섹사르드구와 접한다. 4개 지방 자치체(1개 시, 3개 마을)를 관할한다.

구 문장